# Système glymphatique
Ne doit pas être confondu avec Système lymphatique.
Le système glymphatique est un système d'évacuation des déchets du système nerveux central (SNC) des vertébrés. Il a été décrit en 2013 par la neuroscientifique danoise Maiken Nedergaard, et ainsi nommé en raison de sa dépendance envers les cellules gliales d'une part, et de la similitude de ses fonctions avec celles du système lymphatique périphérique d'autre part.
Le liquide cérébrospinal (LCS) s'écoule dans l'espace périvasculaire entourant les artères cérébrales, se combine avec le liquide interstitiel (LIS) et la lymphe parenchymale, et sort par les espaces périvasculaires veineux.
On s'était longtemps demandé comment le tissu neural sensible du SNC pouvait fonctionner en l'absence d'une voie de drainage lymphatique pour les protéines extracellulaires, l'excès de liquide et les déchets métaboliques.
En 2013 la découverte du flux glymphatique a d'abord semblé apporter la réponse complète, mais deux études de 2015 ont montré que les sinus duraux et les artères méningées sont tapissés de vaisseaux lymphatiques conventionnels, et que cette vascularisation longtemps insaisissable forme une voie de connexion au système glymphatique,.

## Structure
Le système glymphatique inclut :
- le flux d'entrée péri-artériel, par lequel le LCS pénètre dans le parenchyme cérébral, couplé à un mécanisme de drainage du LIS du cerveau et de la lymphe de la moelle spinale ;
- l'échange de solutés entre le LCS et le LIS, entraîné par la pulsation artérielle[5] et régulé pendant le sommeil par l'expansion et la contraction de l'espace extracellulaire cérébral ;
- l'élimination des protéines solubles, des déchets et de l'excès de liquide extracellulaire, réalisée par le flux convectif du LIS, facilité par les canaux hydriques astrocytaires d'aquaporine-4 (en)[6] ;
- le flux de sortie périveineux.

Le système glymphatique participe à l'échange périvasculaire du LCS et des solutés interstitiels dans tout le système nerveux central. Les influx de LCS dans le tissu cérébral se produisent le long de la voie périvasculaire entourant les artères pénétrantes et sont partiellement entraînés par la pression artérielle. Le débit global périvasculaire et la clairance du soluté interstitiel dépendent des aquaporines-4 (en) localisées aux pieds des extrémités astrocytaires périvasculaires entourant le système vasculaire cérébral.
Le mouvement des solutés interstitiels se produit par les effets combinés de la diffusion et de l'advection. L'advection est plus rapide le long de voies anatomiques privilégiées, notamment les espaces périvasculaires intraparenchymateux et les voies de substance blanche, et favorise le mouvement des solutés de poids moléculaire élevé. La diffusion domine le mouvement des petites molécules, en particulier dans l'interstitium plus large.
Les solutés interstitiels s'écoulent du parenchyme le long des voies de substance blanche et des veines drainantes vers les compartiments cisternals du LCS associés aux sinus. Les solutés du LCS sont éliminés du crâne par absorption dans les vaisseaux lymphatiques méningés, par efflux à travers les granulations de l'arachnoïde ou par dégagement le long des gaines des nerfs crâniens ou spinaux.

## Impact clinique
En 2014, un groupe de chercheurs de l'INSERM a démontré par IRM que le système glymphatique était altéré après une hémorragie sous-arachnoïdienne, en raison de la présence de sang coagulé dans les espaces paravasculaires. L'injection d'activateur tissulaire du plasminogène dans le LCS a amélioré le fonctionnement du système glymphatique. Dans une étude parallèle, ils ont également démontré que le système glymphatique était altéré après un accident ischémique cérébral, bien que la physiopathologie de ce phénomène reste pour le moment inconnue. La recanalisation de l’artère obstruée a permis de rétablir le flux glymphatique.
Il est également potentiellement impliqué dans la pathogenèse de la sclérose latérale amyotrophique
.